# Stadtgarten Aachen
De Stadtgarten Aachen is een historisch stadspark in de Duitse stad Aken. Het 2,3 hectare grote park omvat onder meer de 193 m hoge Wingertsberg, een voormalig ziekenhuispark uit 1852 dat in 1916 werd heraangelegd als kuurpark, het in 1925 toegevoegde Farwickpark, en de voormalige protestantse begraafplaats Güldenplan. Sinds 1995 is het park vanwege de cultuurhistorische en tuinarchitectonische betekenis een beschermd monument (Gartendenkmal).

## Ligging
De Stadtgarten Aachen ligt in het Peterskirchviertel van het stadsdeel Aachen-Mitte, ten noordoosten van het historische stadscentrum van Aken (de Altstadt). Het park heeft een onregelmatige vorm en wordt globaal begrensd door de straten Monheimsallee, Jülicher Straße, Robensstraße, Passstraße en Rolandstraße. Aan de kant van de Monheimsallee neemt het complex Quellenhof, Eurogress en Neues Kurhaus, hoewel ingebed in het groen, een forse hap uit het park. Aan de kant van de Passstraße zijn dat de Carolus Thermen.
Door de aanwezigheid van de 193 m hoge Wingertsberg heeft het park een heuvelachtig karakter. Iets ten westen van de Stadtgarten ligt een andere heuvel, de 264 m hoge Lousberg, die al in de Franse Tijd als bosachtig wandelpark werd ingericht. De twee parken worden van elkaar gescheiden door een circa 200 m brede bebouwingsstrook aan weerszijden van de Krefelder Straße.

## Geschiedenis
Omstreeks 1850 werd aan de Monheimsallee een voor die tijd modern ziekenhuis met 260 bedden gebouwd, het Maria-Hilf-Hospital. In 1852 werd begonnen met de aanleg van een grote ziekenhuistuin (Spitalgarten), ontworpen door de indertijd bekende Pruisische landschapsarchitect Peter Joseph Lenné (1789-1866) en aangelegd door de stadstuinier Carl Jancke. Om de lopende kosten voor het onderhoud te dekken, werd de tuin vanaf 1870 tegen betaling opengesteld voor het publiek, waarmee het een stadspark werd. In dat jaar werd ook de groene Monheimsallee aangelegd, die al twintig jaar eerder door Lenné was ontworpen. In 1885 werd het terrein met 0,7 hectare uitgebreid om er een botanische tuin en een arboretum aan te leggen. Daarnaast werden er een twaalftal kassen, waaronder een palmenkas, en een oranjerie ingericht. In 1896 ontwierp de Akense beeldhouwer Karl Krauß uit Aken het Lennémonument ter nagedachtenis aan Peter Joseph Lenné, dat tegenover de ingang van het ziekenhuis aan de eveneens nieuw ontworpen Monheimsallee werd opgericht. In 1900 kreeg het nieuwe Meteorologisch Observatorium van Aken een geschikte locatie op de Wingertsberg, die onderdeel werd van het park.
Vanwege de plannen voor een nieuw kuuroord werd het Maria-Hilf-Hospital vanaf 1904 in fasen verplaatst naar de Goethestraße. Na afbraak van het oude ziekenhuis verrezen hier tussen 1914 en 1916 het Kurhotel Quellenhof (met het Kurmittelhaus en een zuilengang) en het Neues Kurhaus. Het park werd daarna door de Stadtgartendirektor Weßberge omgevormd tot een 1,5 hectare groot kuur- en stadspark, waarvan alleen het stadspark gratis toegankelijk was. Bij de ingangen van het kuurpark (Kurpark), dat van het stadspark was gescheiden door een hek, bevonden zich loketten waar entreegeld (Kurtaxen) moest worden betaald. In het Kurpark was een muziekkoepel waar Kurkonzerte werden gegeven. In deze periode werden ook de barokke Guaita'sche Gartentreppe op initiatief van Weßberge hierheen verplaatst. Deze achttiende-eeuwse trappartij, voorheen in de tuin van de familie Guaita in de Rosstraße, kreeg een nieuwe plaats achter het Neues Kurhaus.
In de daaropvolgende jaren werd het stadspark grondig heringericht om aan de toegenomen behoefte aan vrijetijdsbesteding te voldoen. Zo kwam er een wandelpromenade, een rolschaatsbaan en tennisbanen. Daarnaast verwierf de stad in 1925 een gebied ten noorden van het bestaande park, dat later de naam Farwickpark kreeg, genoemd naar de Akense burgemeester Wilhelm Farwick (1863-1941). Hier werd onder andere een 'kinderspeelveld' aangelegd en in het oostelijke deel een rozentuin met een muurfontein en de nieuwe locatie van het uit 1844 daterende Kongressdenkmal.
Aan het einde van de Tweede Wereldoorlog vormden de Stadtgarten en omgeving een strategisch oorlogstoneel. De bevelhebber van de in en rondom Aken gelegerde Duitse troepen, kolonel Gerhard Wilck, had zijn centrale commandopost ingericht in het Nieuwe Kurhaus en voerde tijdens de Slag om Aken zijn tegenaanvallen uit vanaf de Wingertsberg. Na een dagenlange loopgravenoorlog moest Wilck op 18 oktober 1944 zijn stellingen tussen de Jülicher Straße, de Krefelder Straße, de Kurgarten en de Quellenhof ontruimen, waarna hij zich drie dagen later, tegen het bevel van Hitler, overgaf.
Na de oorlog werd de oorlogsschade in de Stadtgarten grotendeels hersteld. Het volledig verwoeste weerstation op de Wingertsberg werd in 1949/'50 herbouwd in moderne stijl. De verwoeste zuilencolonnade achter de Quellenhof werd niet herbouwd. Hier verrees tussen 1975 en 1977 het Eurogress Aachen en aan de oostzijde het Lenné-paviljoen en een grote ondergrondse parkeergarage. Op het voorplein werden twee waterbassins met fonteinen aangelegd. In het park zelf werden enkele kinderspeelplaatsen, een rolschaatsbaan en een minigolfbaan aangelegd. In de noordelijke punt van het park werd een montessorikleuterschool gebouwd.
In 2001 nam de in 1986 opgerichte Neuer Aachener Kunstverein (NAK) een oude tuinderswoning bij het voormalige kassencomplex over. Hier vinden cursussen en tentoonstellingen plaats. In hetzelfde jaar opende aan de oostelijke parkrand de Carolus Thermen, een ontspanningscentrum dat thematisch aansluit bij de kuurfaciliteiten in het park. Sinds 2007 wordt in de Stadtgarten jaarlijks het openluchtmuziekevenement "Kurpark Classics" gehouden, een initiatief van Marcus Bosch, muzikaal leider van Theater Aachen. Pogingen om boven de ondergrondse parkeergarage naast het kuurpark een museum of muziekcentrum te bouwen, zijn tot nu toe spaak gelopen.

## Bezienswaardigheden omgeving Kurpark
- Parkhotel Quellenhof, voormalig Kurhotel en Kurmittelhaus uit 1914-1916, gebouwd naar ontwerp van de Münchense architecten Karl Stöhr en Theodor Fischer;
- Neues Kurhaus, eveneens in 1914-1916 door dezelfde architecten gebouwd in neoclassicistische stijl, oorspronkelijk kuurbadgebouw, tot 2015 concertzaal, discotheek en casino, sedertdien in afwachting van restauratie en herbestemming;
- Eurogress Aachen, congrescentrum uit 1975-1977;
- Diverse vijvers en fonteinen, onder andere de grote fontein voor het Neues Kurhaus en de twee bassins met elk negen kleine fonteinen bij de entree van Eurogress.

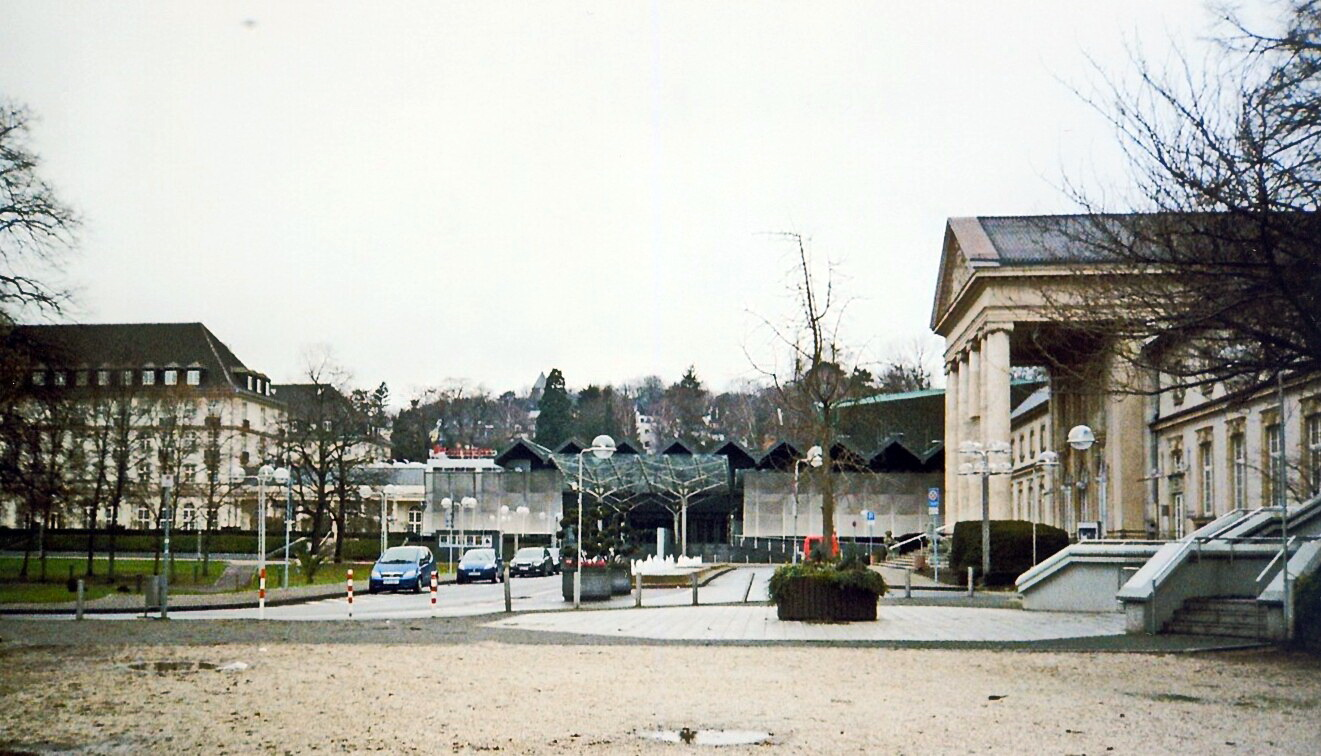
Quellenhof, Eurogress & Neues Kurhaus
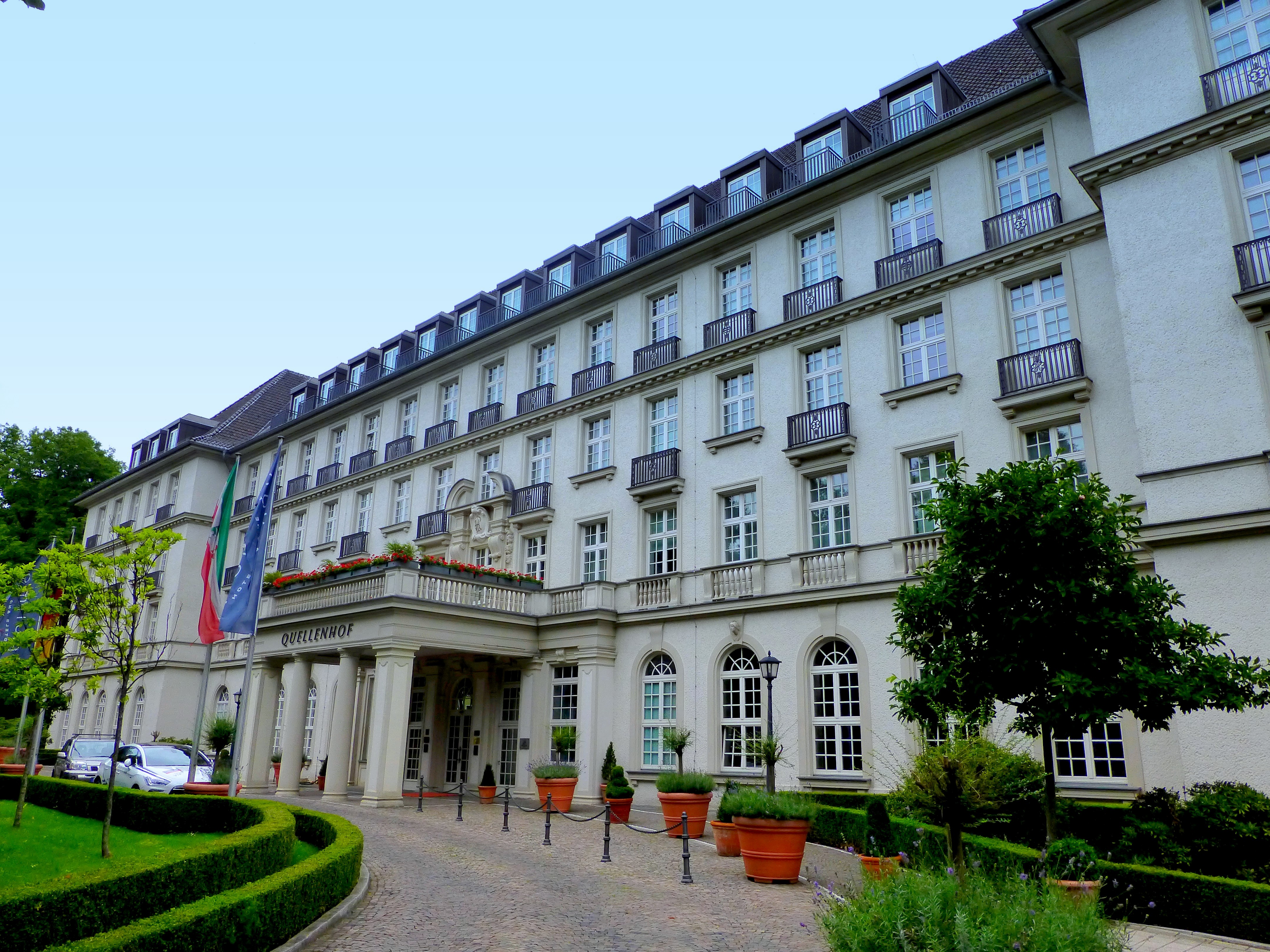
Parkhotel Quellenhof
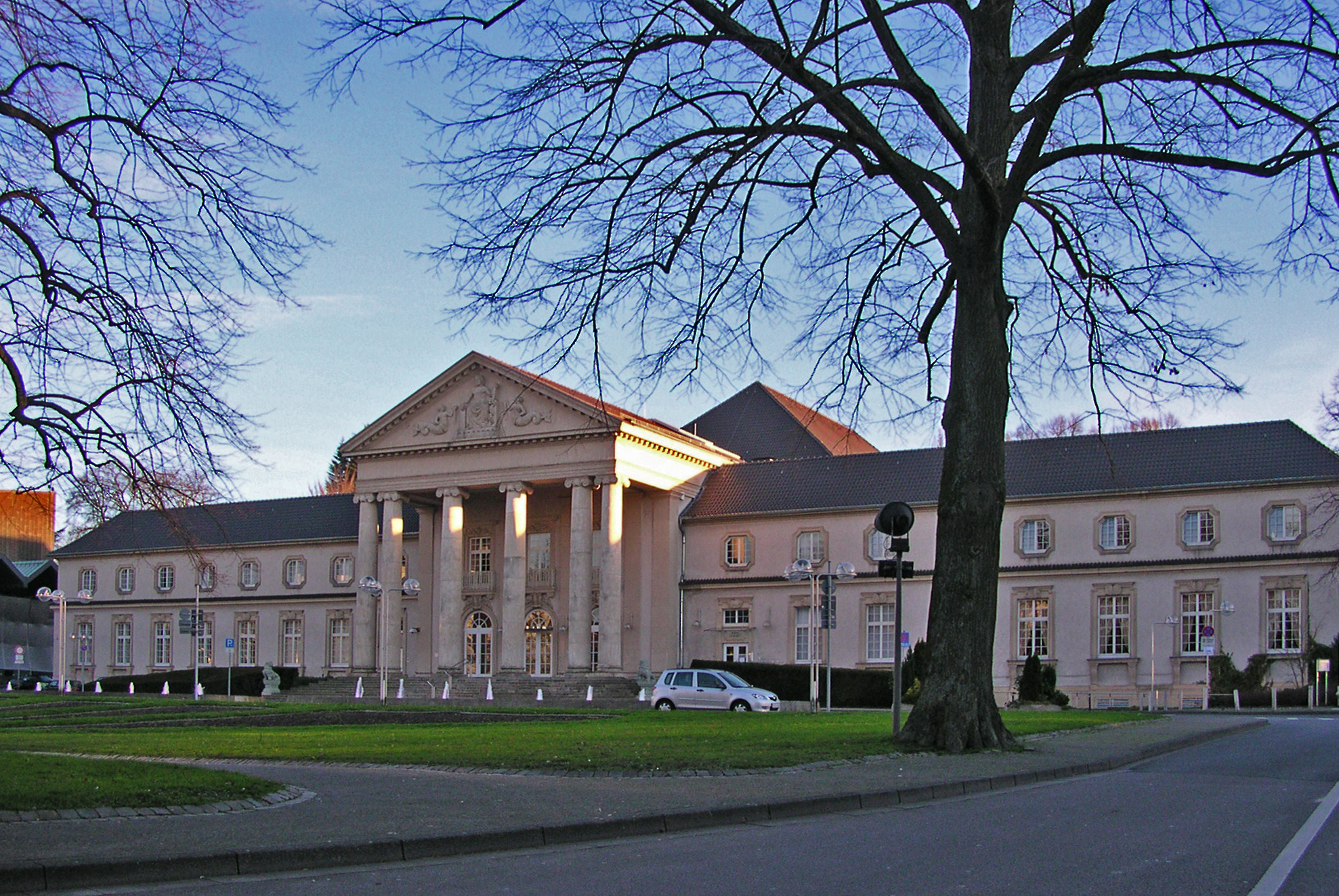
Neues Kurhaus
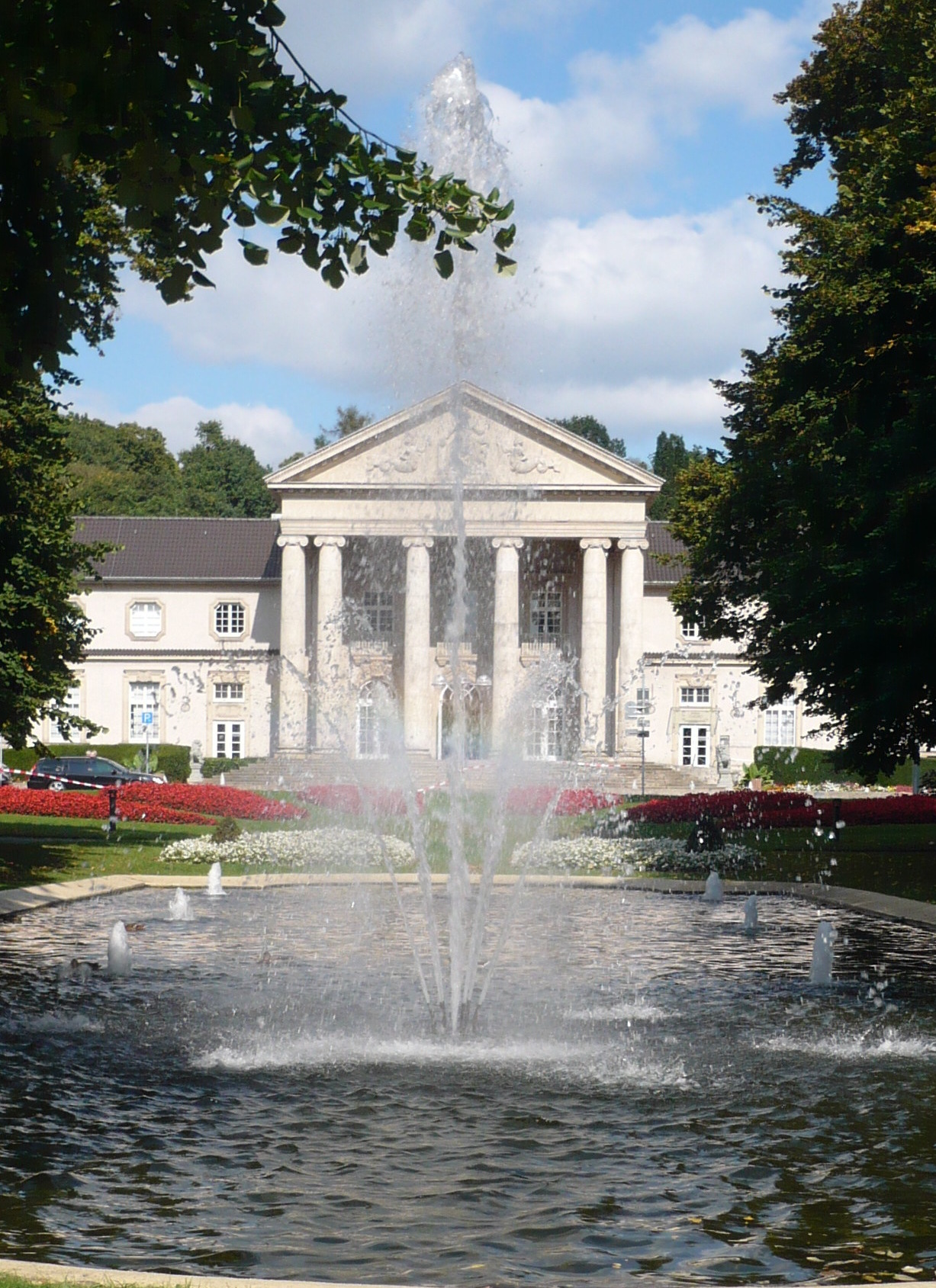
Fontein Kurpark
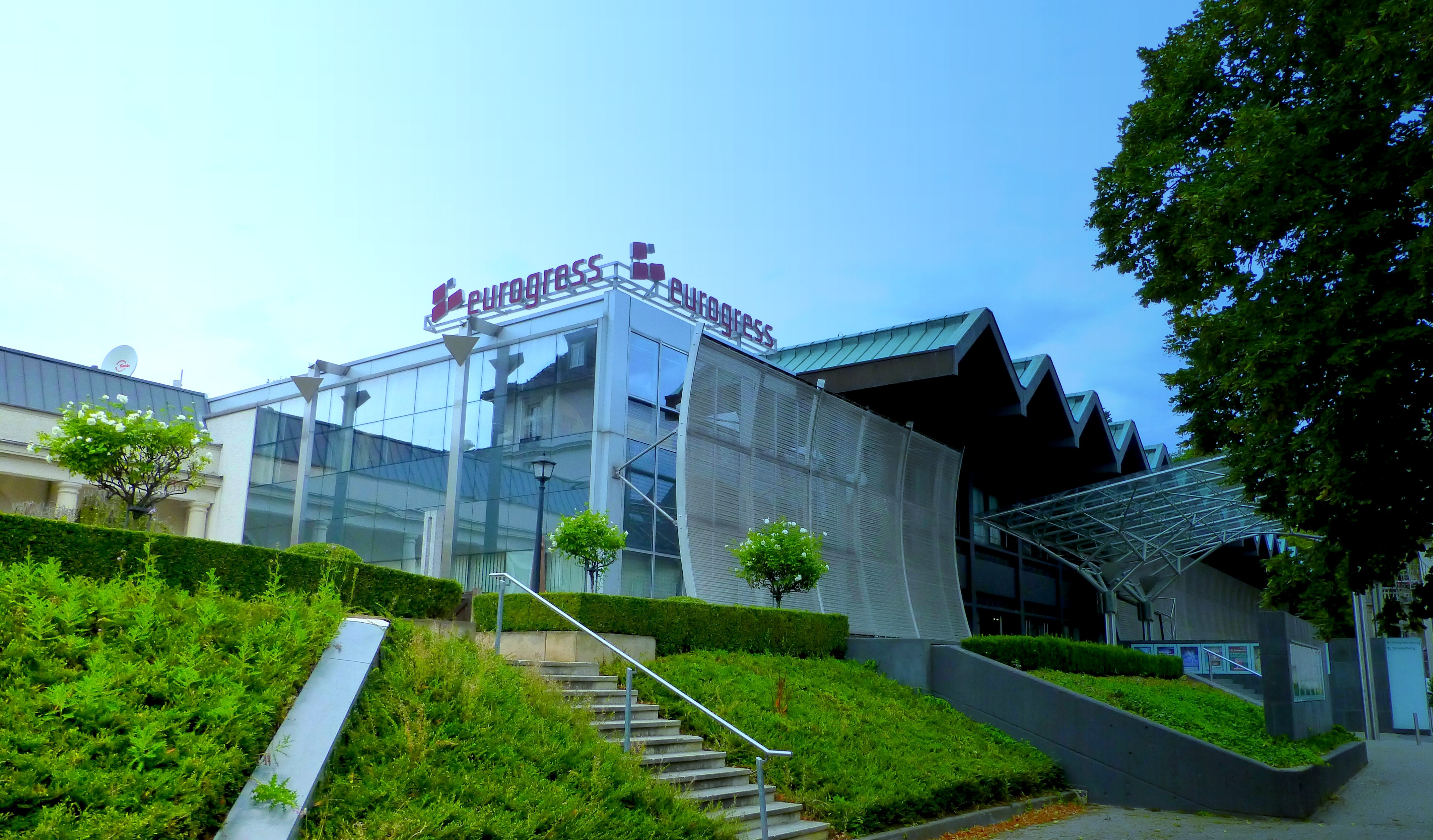
Eurogress Aachen
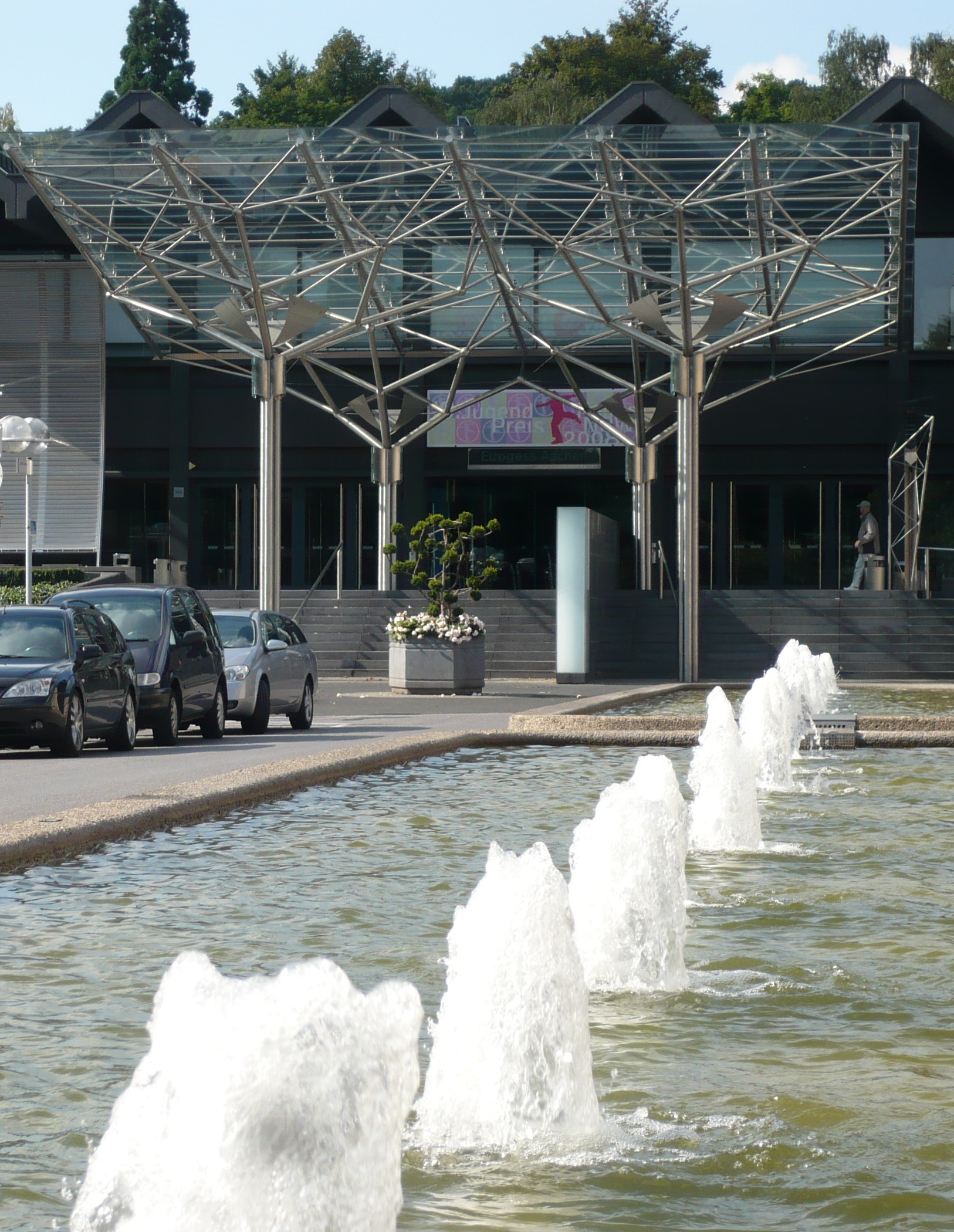
Fontein Eurogress

## Overige bezienswaardigheden
- Guaita'sche Gartentreppe, barokke trappartij uit 1780, toegeschreven aan Johann Joseph Couven (ca. 1750) of diens zoon Jakob Couven (ca. 1780), voorheen in de tuin van de villa Guaita, Rosstraße 46-48, vanaf ca. 1916 achter het Neues Kurhaus;
- Kongressdenkmal, monument ter herdenking van het Congres van Aken, gebouwd in 1841-1844, herbouwd op de huidige locatie in het rosarium van de Stadtgarten in 1928;
- Lenné-Denkmal, portretbuste van de tuinarchitect Peter Joseph Lenné, in 1896 ontworpen door Karl Krauß en geplaatst in het plantsoen voor het Neues Kurhaus;
- Friedhof Güldenplan, voormalige Lutherse begraafplaats, in gebruik van 1605 tot 1889, met enkele bijzondere grafmonumenten van onder anderen Alexander Macdonald (1750-1818), Heinrich Croon (1790-1861), Julie Lochner (1810-1862), Charles James Cockerill (1817-1874) en Leopold Scheibler (1799-1881);
- Plaquette voor Anne Frank, aan de rand van het Kurpark aan de Monheimsallee, de straat waar ze op nr. 42-44 woonde van juli 1933 tot januari 1934 bij haar grootmoeder Rosa Holländer in de villa van Moritz Honigmann;
- Muziekkoepel, voormalige weerstation (Wetterwarte) en NAK-gebouw (Neuer Aachener Kunstverein);
- Talrijke grote en kleine waterbassins en visvijvers, waarvan meerdere uitgerust met fonteinen;
- Bijzondere bomen, in sommige gevallen beschermd: drie tamme kastanjes ten westen van de tennisbaan (1800), twee treurlinden aan het begin van de lindelaan voor het Nieuwe Kurhaus (1853), een veldesdoorn (1853), een ginkgo en een mammoetboom in de voormalige botanische tuin (beide 1880), een Noorse esdoorn (1915) op de Wingertsberg, een zilverberk (1927) in Farwickpark, een kustmammoetboom (1950) en een magnolia (1955).

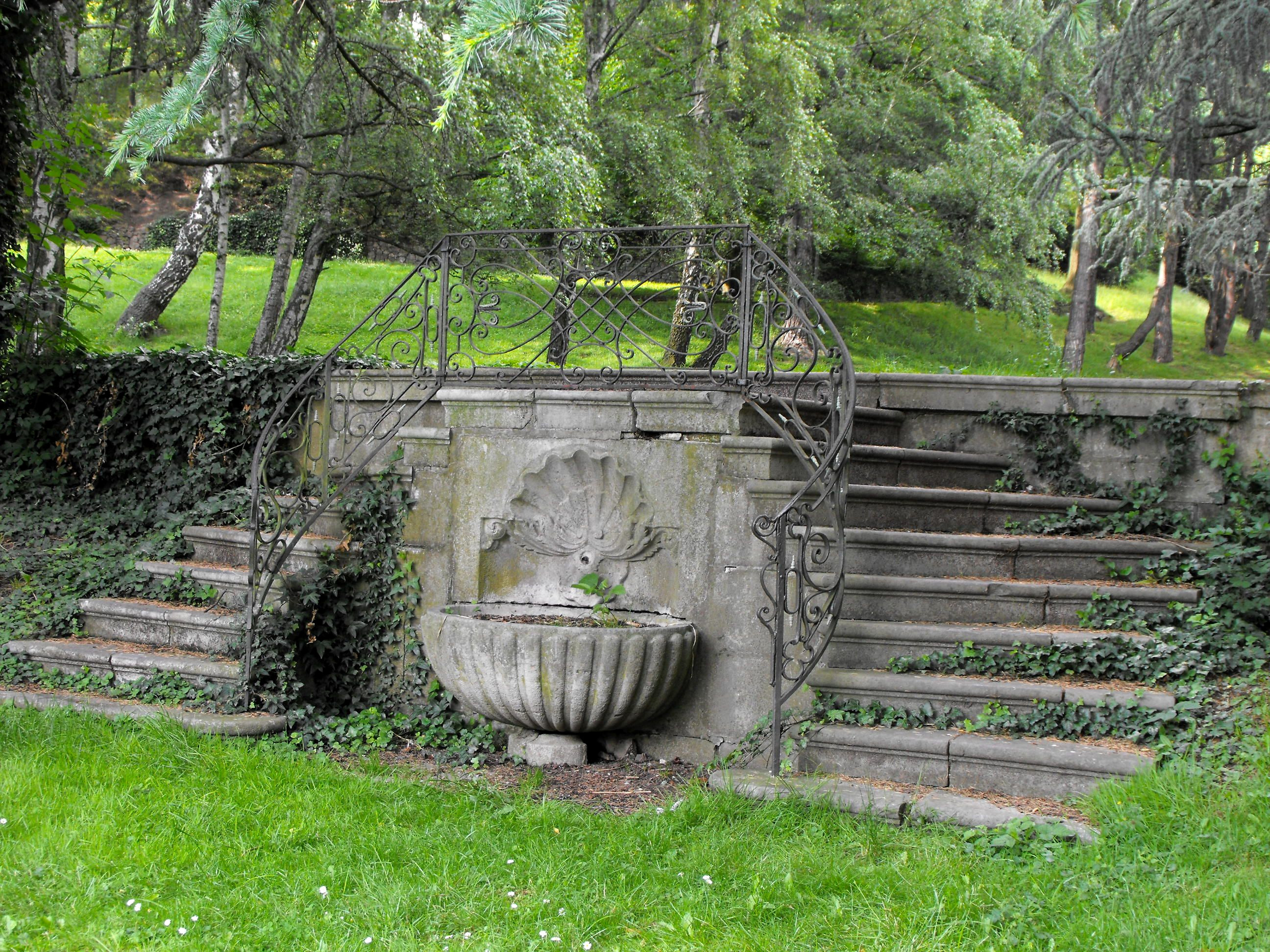
Guaita'sche Gartentreppe
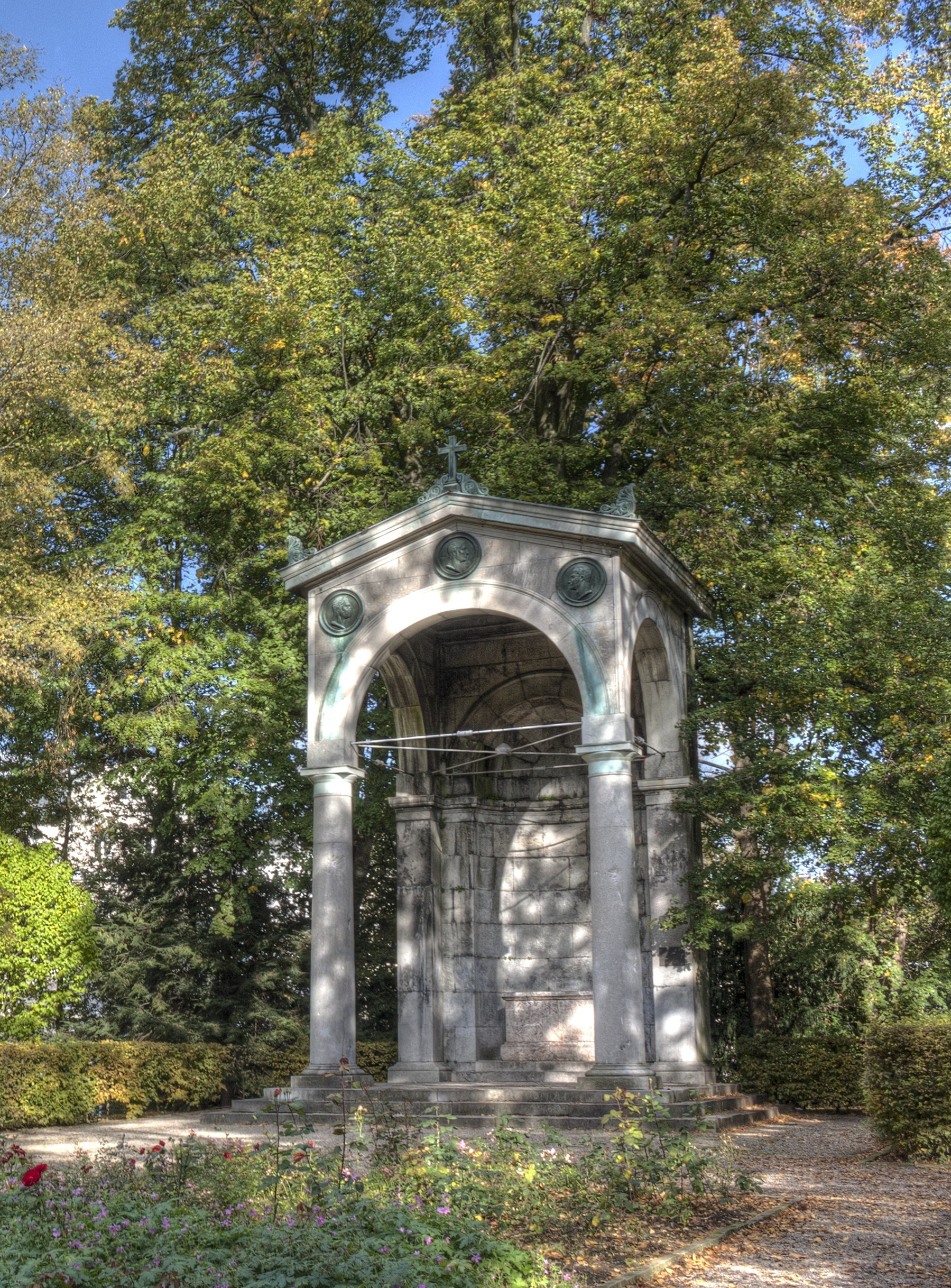
Kongressdenkmal
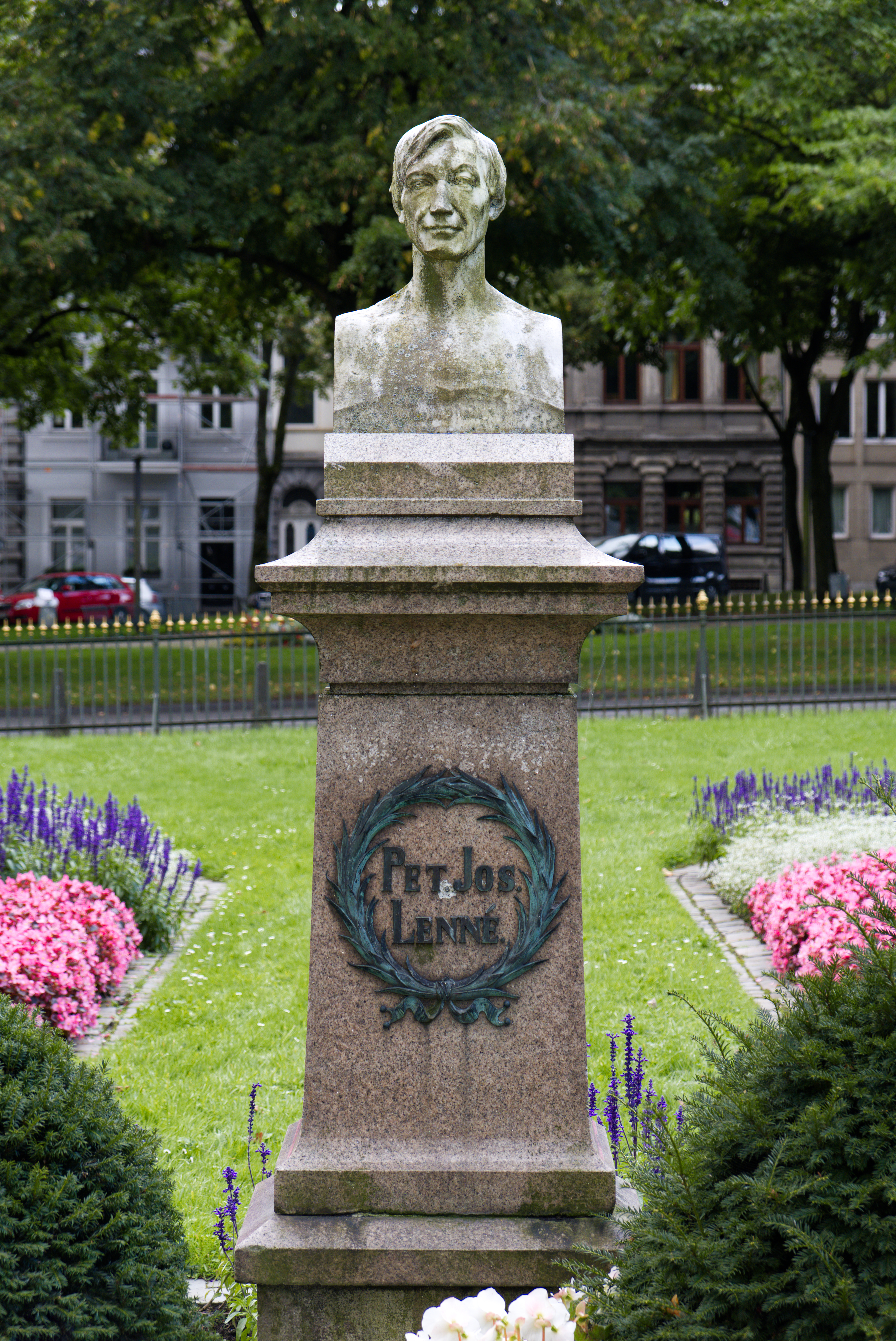
Lenné-Denkmal
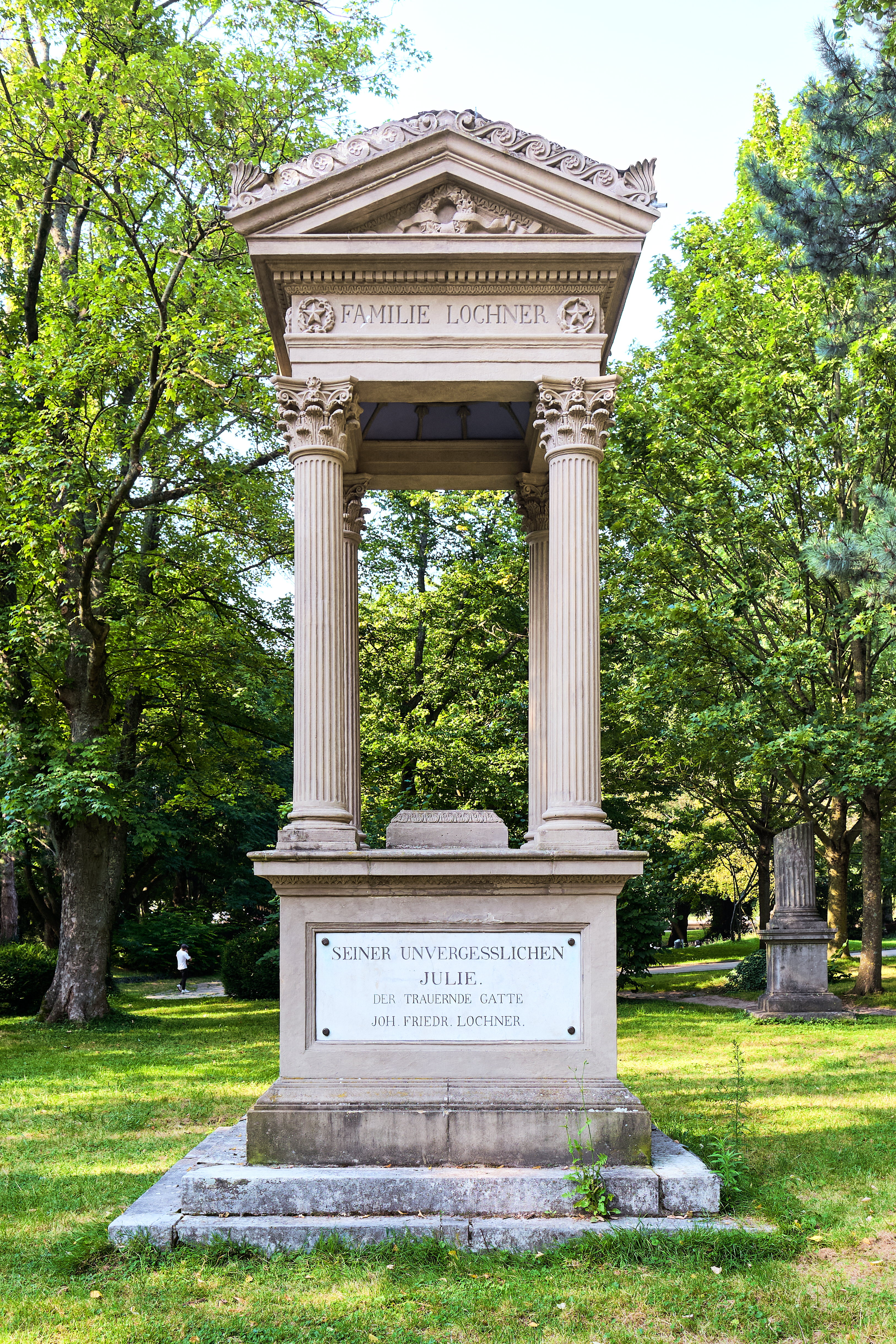
Grafmonument
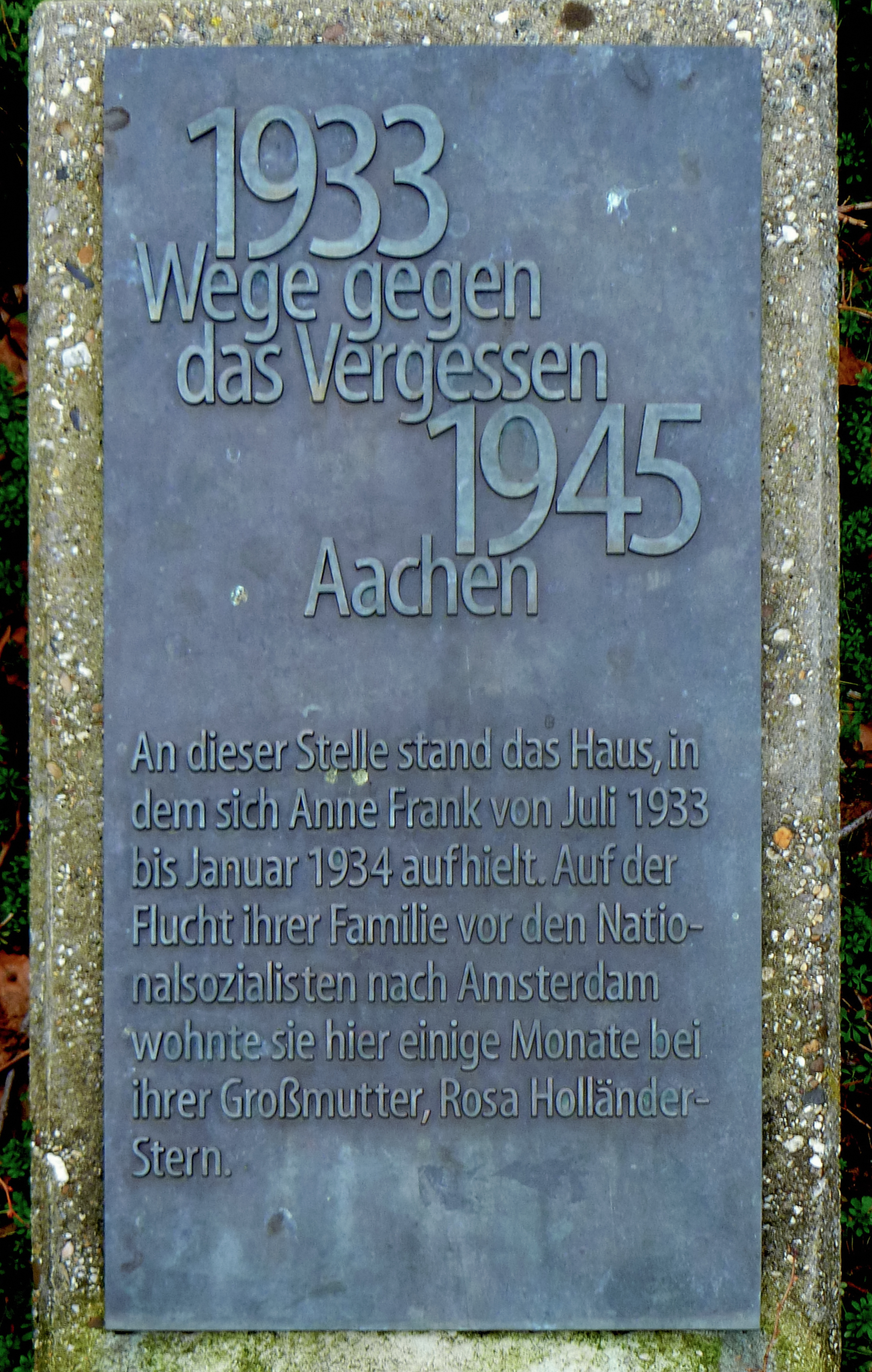
Plaquette Anne Frank
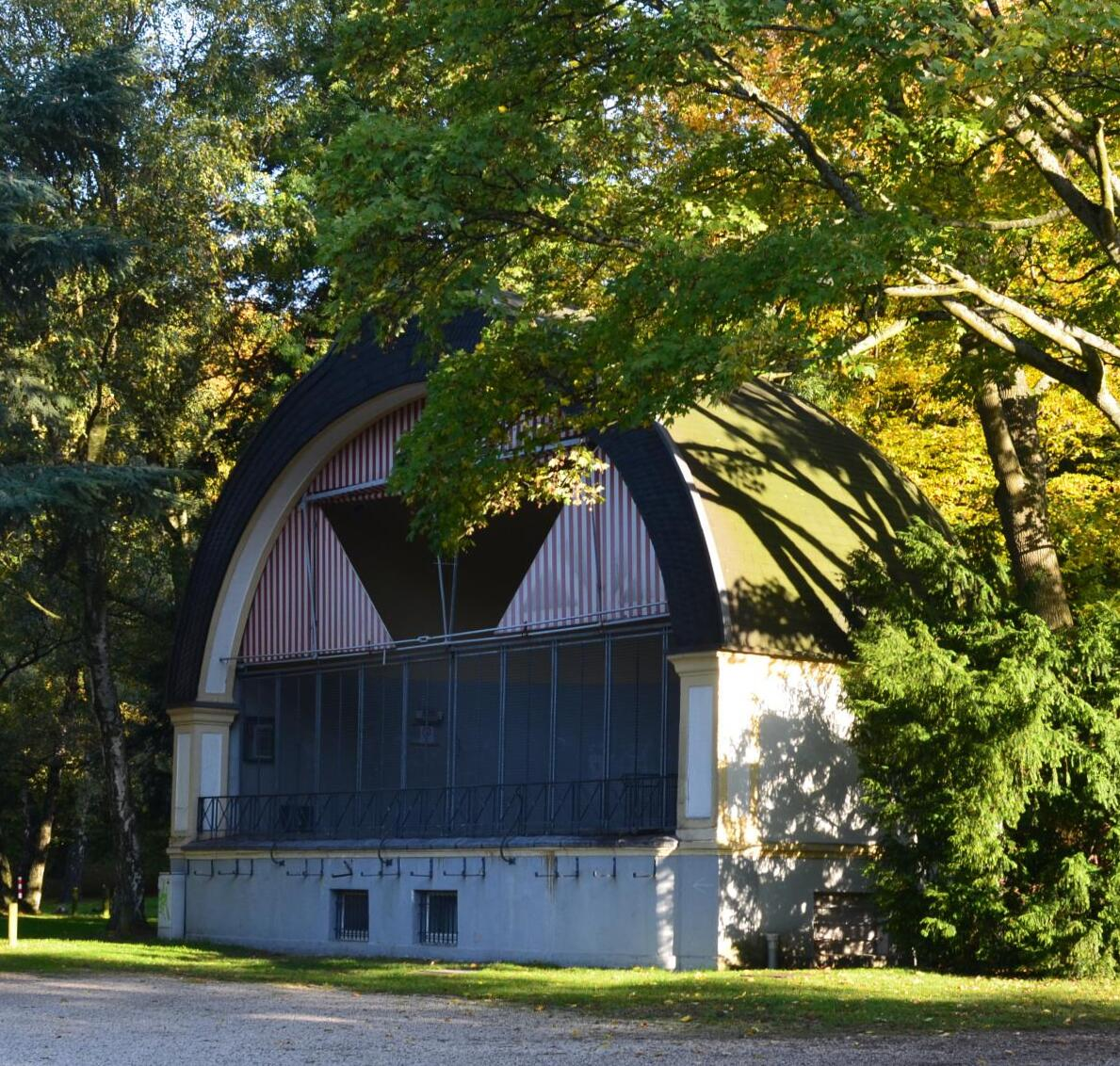
Muziekkoepel
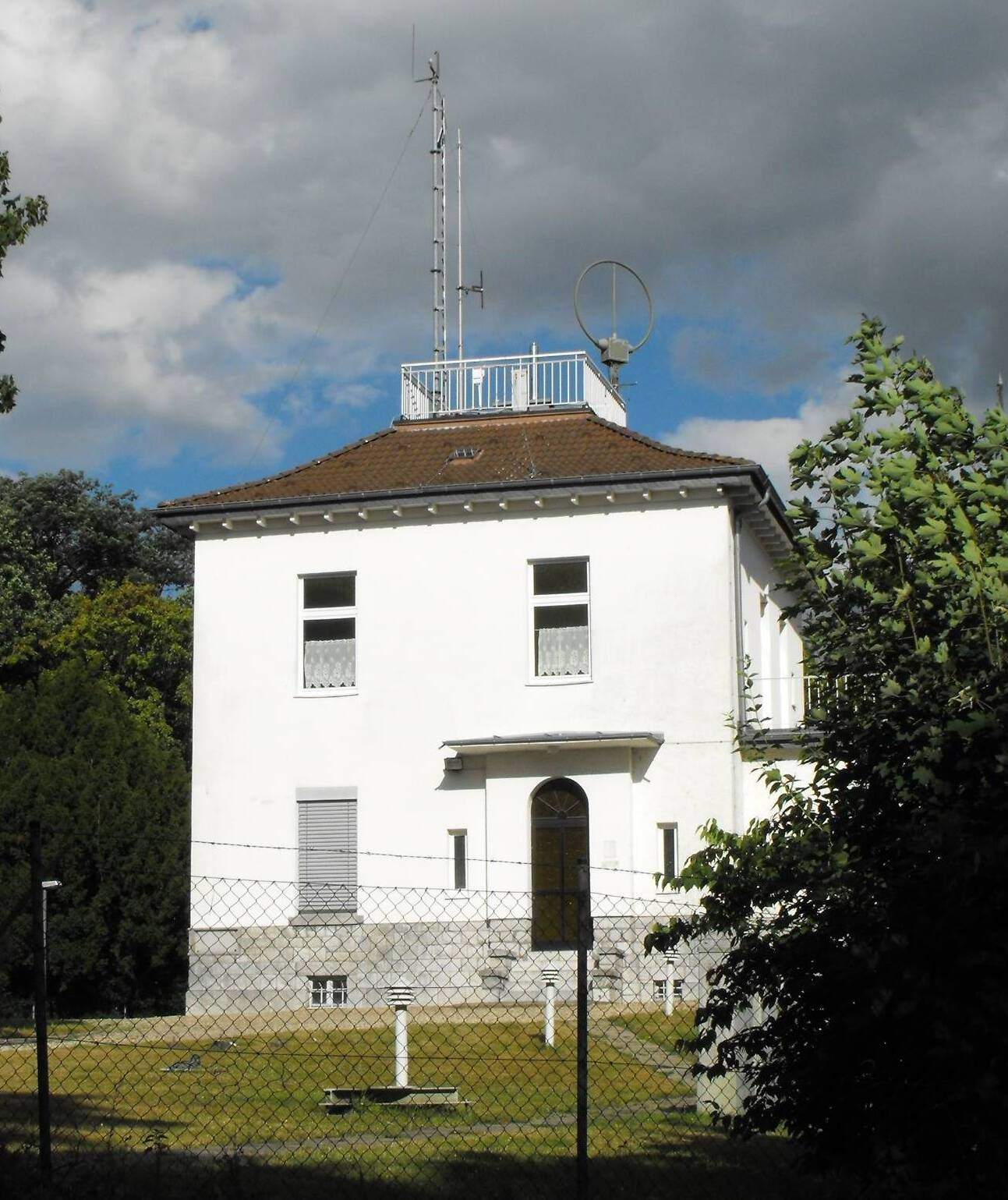
Wetterwarte
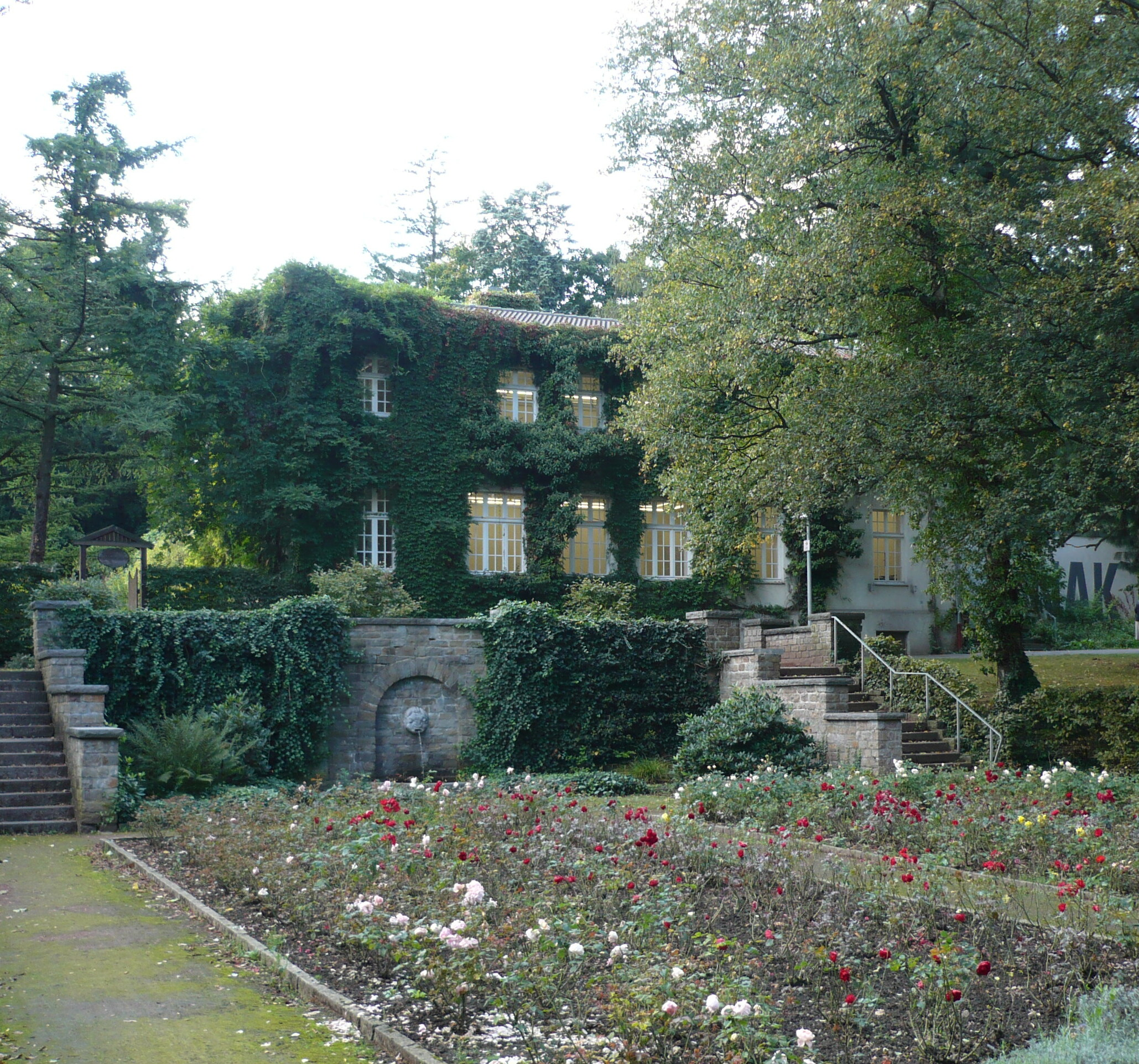
NAK-gebouw
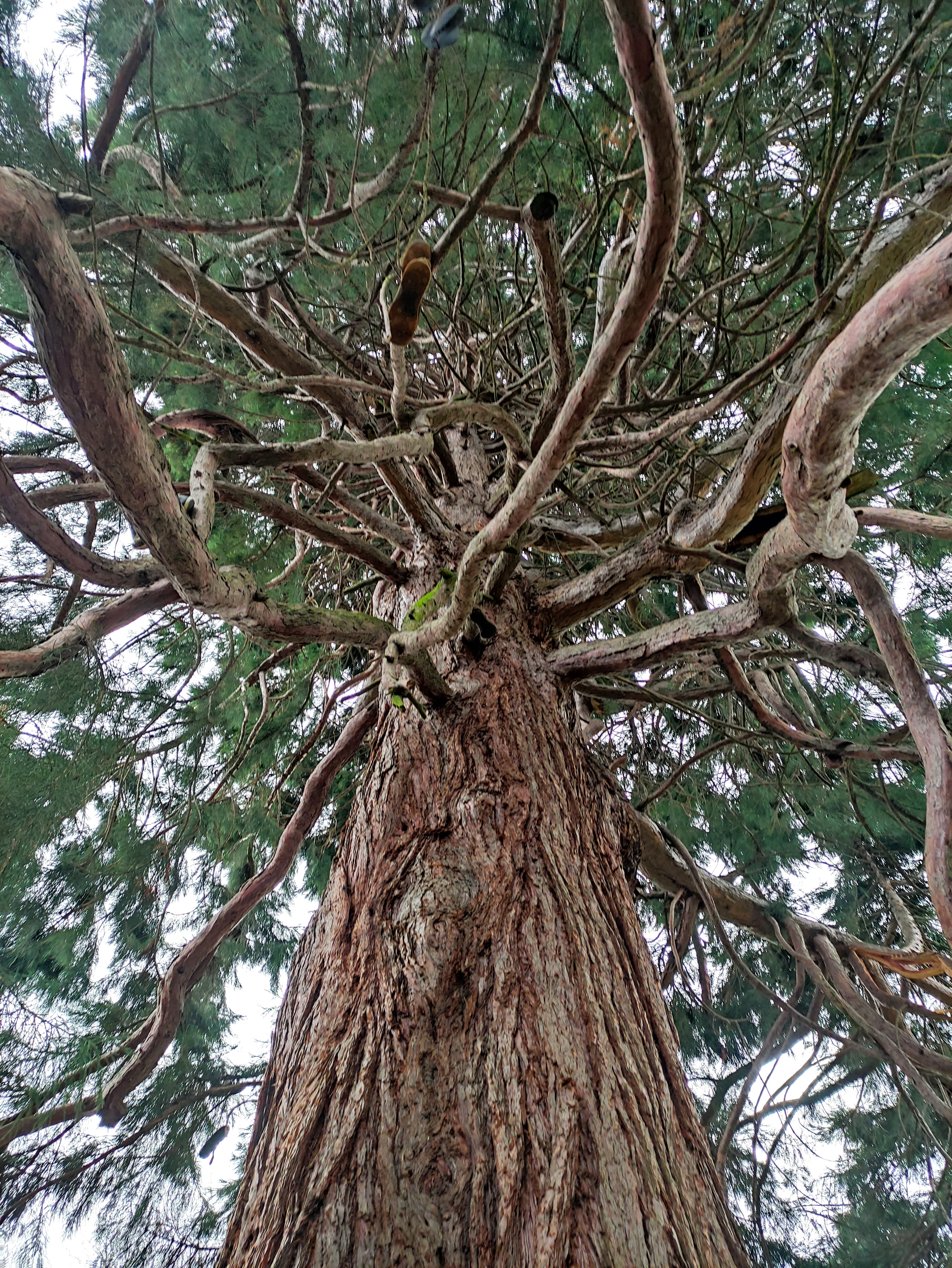
Mammoetboom